# غطاس الحازم
غطاس الحازم (من مواليد عام 1963 في مدينة محردة، سورية) هو أحد المطارنة الأرثوذكس من الكنيسة الأرثوذكسية الشرقية. منذ عام 2014، يشغل منصب مطران بغداد والكويت وتوابعهما، تحت سلطة بطريركية أنطاكية وسائر المشرق للروم الأرثوذكس.

## السيرة الذاتية
وُلِد المطران غطاس الحازم عام 1963 في مدينة محردة السورية. حصل على شهادة البكالوريوس في اللاهوت من معهد القديس يوحنا الدمشقي اللاهوتي في عام 1987. سُيِّم شماسًا في أبرشية حماة عام 1989، ثم كاهنًا عام 1990. رُقِّي إلى رتبة الأرشمندريت، وعُيِّن نائبًا للمطران في أبرشية حماة. تولّى رئاسة دير القديس جاورجيوس في مدينة محردة، وأشرف في تلك الفترة على قسم التعليم المسيحي في الأبرشية.
في عام 1999، قام عمّه البطريرك الراحل إغناطيوس الرابع هزيم برسامته أسقفًا على قارة، ثم انتقل إلى دمشق وتولّى منصب النائب البطريركي.
في تشرين الأول (أكتوبر) عام 2010، عُيِّن عميدًا لمعهد القديس يوحنا الدمشقي اللاهوتي ورئيسًا لدير سيدة البلمند البطريركي في شمال لبنان. وفي أيلول (سبتمبر) عام 2013، ترك منصب عميد المعهد، لكنه استمر في رئاسة دير البلمند حتى انتخابه مطرانًا لأبرشية بغداد.
في 7 تشرين الأول (أكتوبر) عام 2014، وبعد تقاعد المطران قسطنطين باباستيفانو الذي شغل المنصب منذ عام 1969، انتخب المجمع المقدس الأنطاكي الأسقف غطاس الحازم مطرانًا على "بغداد والكويت وتوابعهما". ونظرًا لما شهدته الأجزاء الشمالية من الأبرشية، وخصوصًا العراق، من حروب ونزاعات مدمّرة خلال العقدين الأخيرين، فقد واجه عند وصوله إلى بغداد تحديات كبيرة، أبرزها أنّ أكثر من 90٪ من المسيحيين الأرثوذكس الشرقيين في العراق قد تهجّروا بسبب الفوضى الأمنية التي استمرت لأجيال. ولهذا السبب، فإن مقرّه الرسمي لا يزال في بغداد، لكن المقرّ الإداري للأبرشية ما زال قائمًا في الكويت.